# La Capelle
Capelle – miejscowość i gmina we Francji, w regionie Hauts-de-France, w departamencie Aisne.
Według danych na styczeń 2014 roku gminę zamieszkiwały 1932 osoby, a gęstość zaludnienia wynosiła 157,6 osób/km².

## Osoby urodzone w La Capelle
- Leon Dehon – założyciel Zgromadzenia Księży Sercanów, Czcigodny Sługa Boży Kościoła katolickiego.